# Fred Frith
Fred Frith (* 17. února 1949, Heathfield, Sussex, Anglie) je britský kytarista, multiinstrumentalista a skladatel. Spolupracoval s mnoha hudebníky, mezi které patří například Robert Wyatt, Mike Patton, Bill Laswell, Iva Bittová a další. Je dlouholetým spolupracovníkem amerického saxofonisty a skladatele Johna Zorna, se kterým nahrál mnoho alb.
Ve svých pěti letech se začal učit hrát na housle a následně působil ve školním orchestru. Ve třinácti přešel ke kytaře a nedlouho poté založil svou první skupinu. Později studoval literaturu na Cambridgeské universitě (studium ukončil v roce 1974), ale již od roku 1968 působil v avatngardní skupině Henry Cow; se skupinou hrál až do jejího rozpadu v roce 1978. Po jejím rozpadu založil soubor Art Bears.
Roku 1974 vydal na značce Caroline Records své první sólové album Guitar Solos; jsou na něm improvizované skladby nahrané za pomoci preparované kytary. Rovněž se podílel na několika albech hudebníka Briana Ena (Before and After Science a Music for Films).

## Vystoupení v Československu
Fred Frith vystoupil na 8. pražských jazzových dnech a to nejprve v duetu s Chrisem Cutlerem (25. května 1979 v Lucerně) a poté se skupinou Art Bears (26. května 1979 tamtéž).